# Anolis carolinensis
El abaniquillo verde del noreste (Anolis carolinensis), también conocido como anolis verde, camaleón norteamericano o falso camaleón es una especie de lagarto escamoso anolido del género Anolis. Fue descrito por primera vez por el zoólogo y botánico alemán Friedrich Siegmund Voigt en el año de 1832. Su genoma fue secuenciado en 2011. La especie puede cambiar de color según factores externos.

## Taxonomía
Aunque comúnmente son llamados como "camaleones" (mayormente en estados unidos), los anolis están filogenéticamente más relacionados con las iguanas que con los "verdaderos" camaleones (quienes están más relacionados con los agámidos). El nombre de "camaleón americano", es en referencia a parte de su distribución. Los camaleones verdaderos no se distribuyen naturalmente en América.
Vance T. en 1991 describió la subespecie Anolis carolinensis seminolus basándose en variaciones morfologícas. Posteriormente, estudios genéticos recientes no encontraron una superposición clara entre A. c. seminolus y poblaciones genéticamente definidas, por lo que no se reconocen subespecies dentro de A. carolinensis.

## Historia natural y evolución
Se sabe que la población del abaniquillo verde, de las islas pequeñas de Florida, se trasladó a localizaciones más grandes después de una invasión de los introducidos abaniquillos pardos del Caribe y, en respuesta el abaniquillo verde del Noroeste evolucionó adaptándose a almohadillas más grandes después de solo 20 generaciones.
La presencia de la especie invasora A. sagrei resultó en un cambio hacia arriba de 17 veces en el nicho vertical del abaniquillo verde del Noroeste, con un cambio de 8,3 m en la altura media de la posición, al menos en Gainesville, Florida.
La invasión del abaniquillo pardo parece estar desapareciendo cada vez más al abaniquillo verde. La competencia y la depredación de otras lagartijas anolis no nativas aparte del abaniquillo pardo entre otras cosas han causado disminuciones de la población en el centro y el sur de Florida. Sin embargo, esta especie no está amenazada en la mayor parte de su área de distribución nativa.

## Etimología
El nombre del género Anolis proviene del francés l'anole, que se deriva de anoli (o anolis) o anaoli (o anoali), palabras aborígenes de las Indias Occidentales que significan "lagarto". Anolis es un nombre masculino.
El epíteto específico hace referencia a Carolina, el lugar donde se encontró la especie por primera vez.

## Descripción

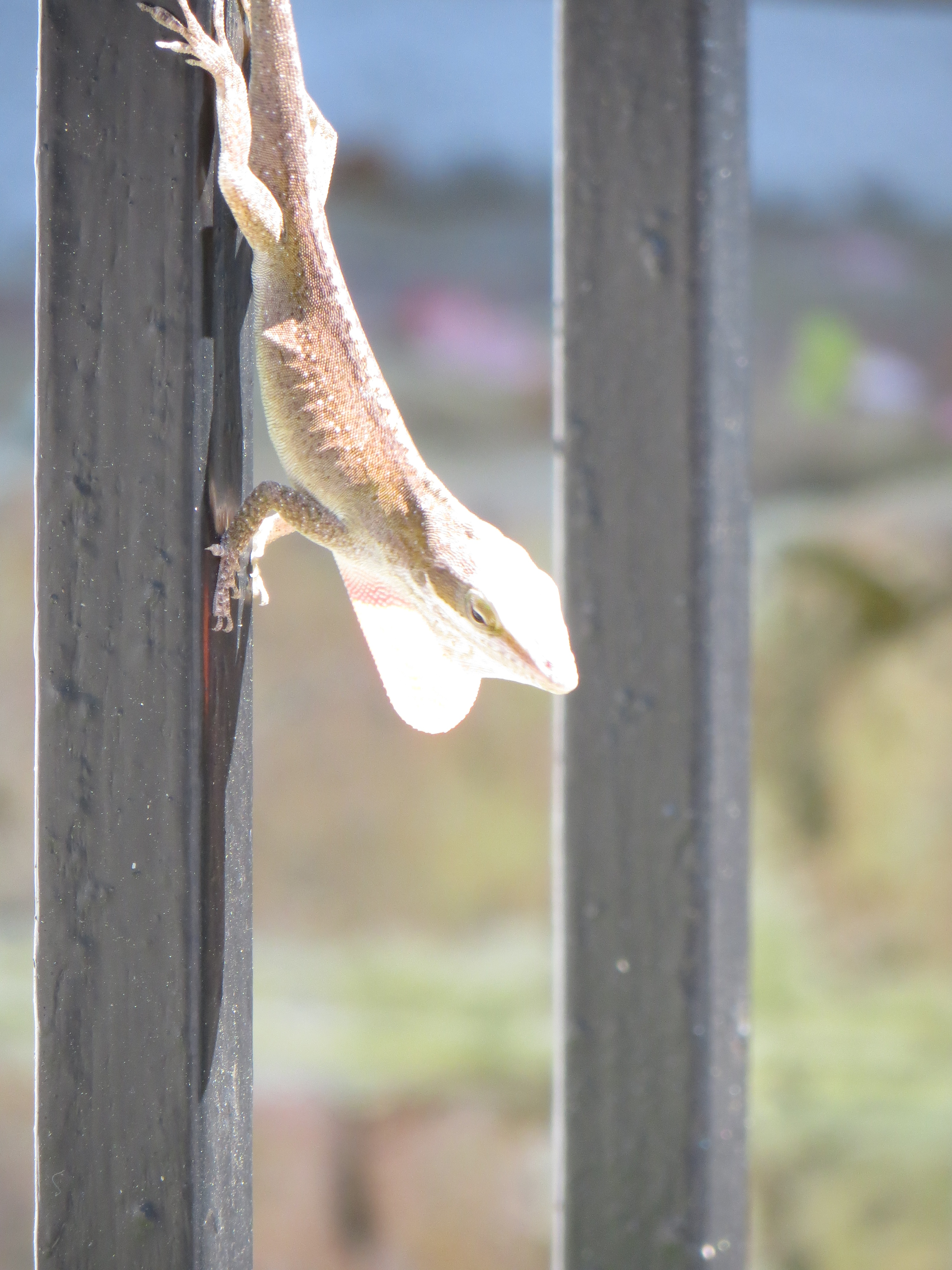
Ejemplar hembra de color marrón con papada rosa.

El abaniquillo verde es una lagartija de tamaño pequeño de cabeza con hocico puntiagudo, cola y extremidades largas con dedos que terminan en garras y que presentan almohadillas adhesivas en los dedos que utilizan para caminar en las paredes. Los machos pueden mostrar una cresta dorsal pronunciada detrás de la cabeza cuando se exhiben o cuando están bajo estrés. Pueden presentar coloración verde, café o gris según el estado de animo u otros efectos. Tanto las hembras como los machos tienen una papada que usan para comunicarse; la papada de los machos es tres veces más grande y de color más brillante. Los machos adultos suelen medir entre 12,5 y 20,3 cm de largo, de los cuales aproximadamente el 60-70% está formado por su cola, con una longitud corporal de hasta 7,5 cm. Pueden pesar de 3 a 7 gramos.

### Coloración y dicromatismo sexual

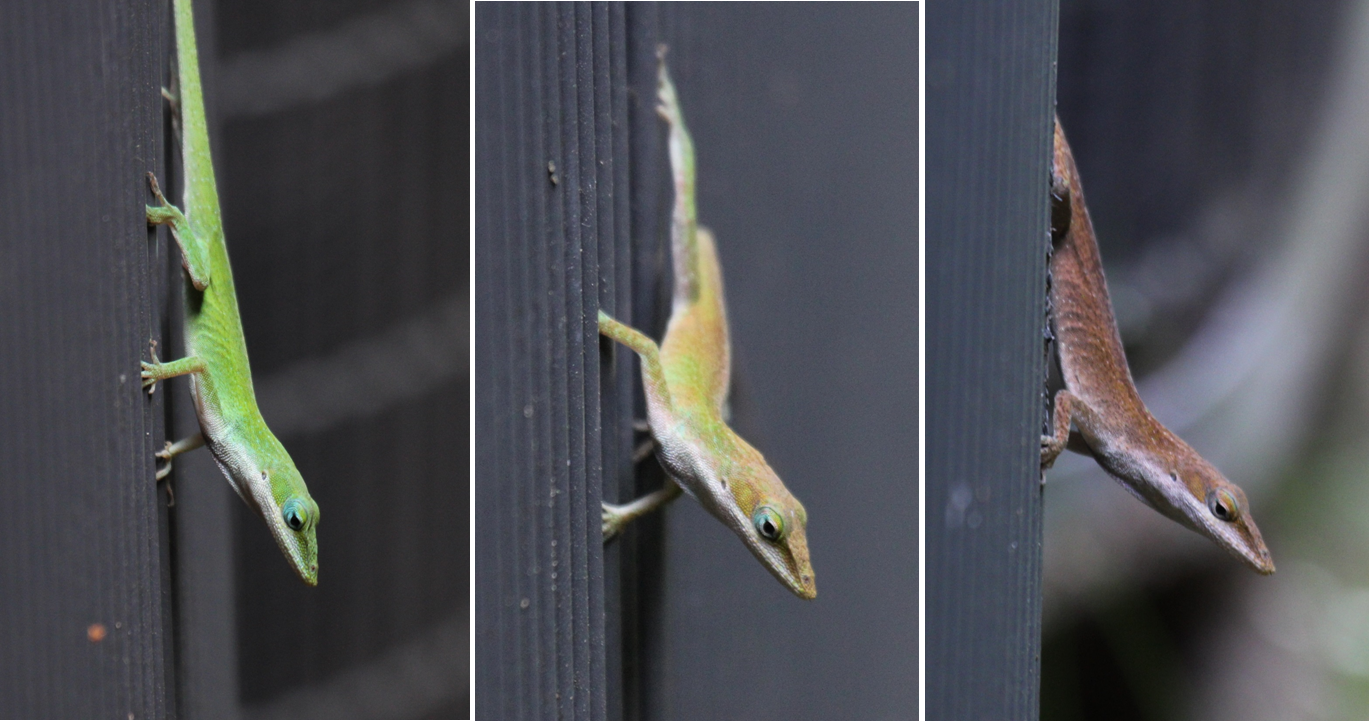
Cambio de color del Abaniquillo verde.

El abaniquillo verde del noroeste es normalmente de color verde brillante con parpados celestes y vientre blanco, pero la coloración puede cambiar a marrón o gris según la temperatura, humedad, estado de salud y ánimo, nivel de actividad y como señal social (por ejemplo, como muestra de dominio). Aunque a menudo se afirma, la evidencia no respalda que lo hagan en modo de camuflaje. Se cree que el cambio de color es debido a la  termorregulación, aunque hay estudios que contradicen esto. Las hembras tienen una franja blanca prominente a lo largo de la columna vertebral, una característica de la que carecen la mayoría de los machos.

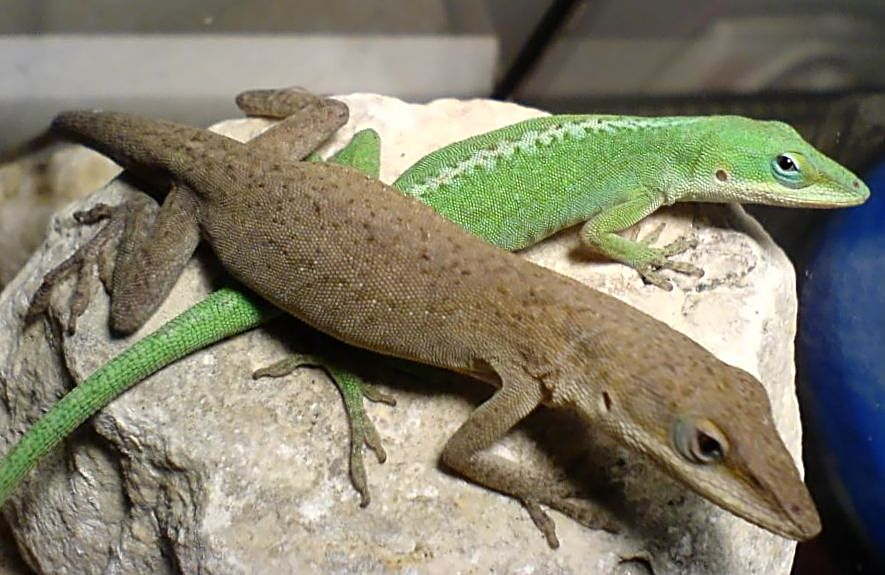
Cambio de color en contraste.

Los abaniquillos verdes pueden cambiar de color mientras está bajo una sombra que contrasta mucho, lo que puede causar un "efecto de estarcido", en donde el contorno de la sombra se "imprime" temporalmente en la coloración del animal. Cuando está estresado, por ejemplo cuando se encuentra en una pelea, la piel justo detrás de los ojos del lagarto puede volverse negra independientemente del resto de la coloración del animal, formando unas "manchas postoculares".
El cambio de color es el resultado de tres capas de células pigmentarias o cromatóforos:
- Xantóforos, responsables de la pigmentación amarilla.
- Cianóforos, responsables de la pigmentación azul.
- Melanóforos, responsables de la pigmentación marrón y negra.

### Alimentación

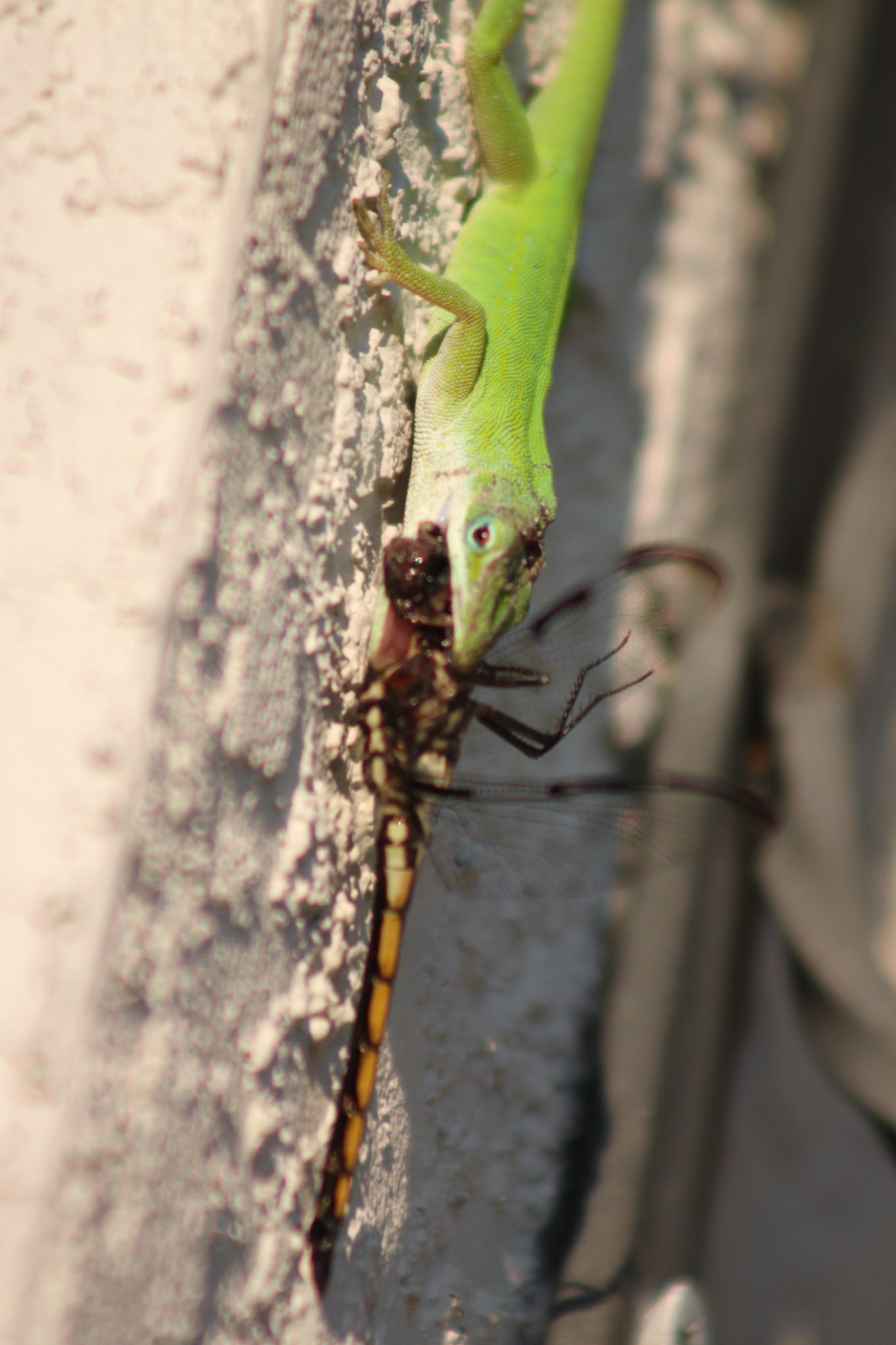
Abaniquillo verde alimentándose de una libélula. Nótese la cresta dorsal pronunciada.

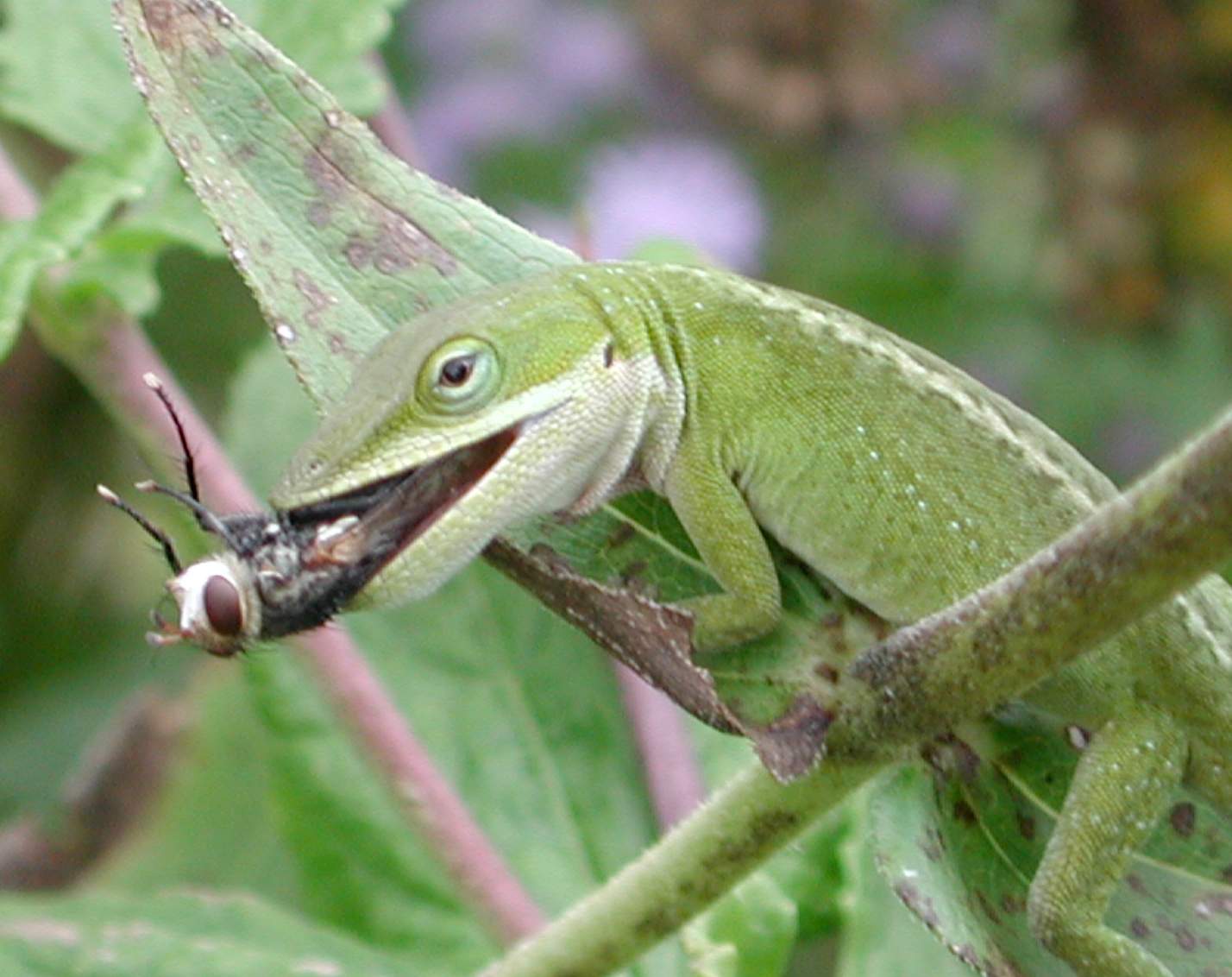
Abaniquillo verde alimentándose de una mosca.

La dieta del abaniquillo verde consiste principalmente en pequeños insectos como grillos, saltamontes, moscas, mariposas, polillas, cucarachas, pequeños escarabajos y otros artrópodos, incluidas arañas, además de alimentarse ocasionalmente de varios granos y semillas. Se ha observado que se alimenta de reptiles más pequeños, como los eslizones juveniles; no se cree que este sea un comportamiento típico. Muchas personas que tienen estos lagartos como mascotas los alimentan con tenebrios, larvas, gusanos y pequeños grillos.

## Depredadores

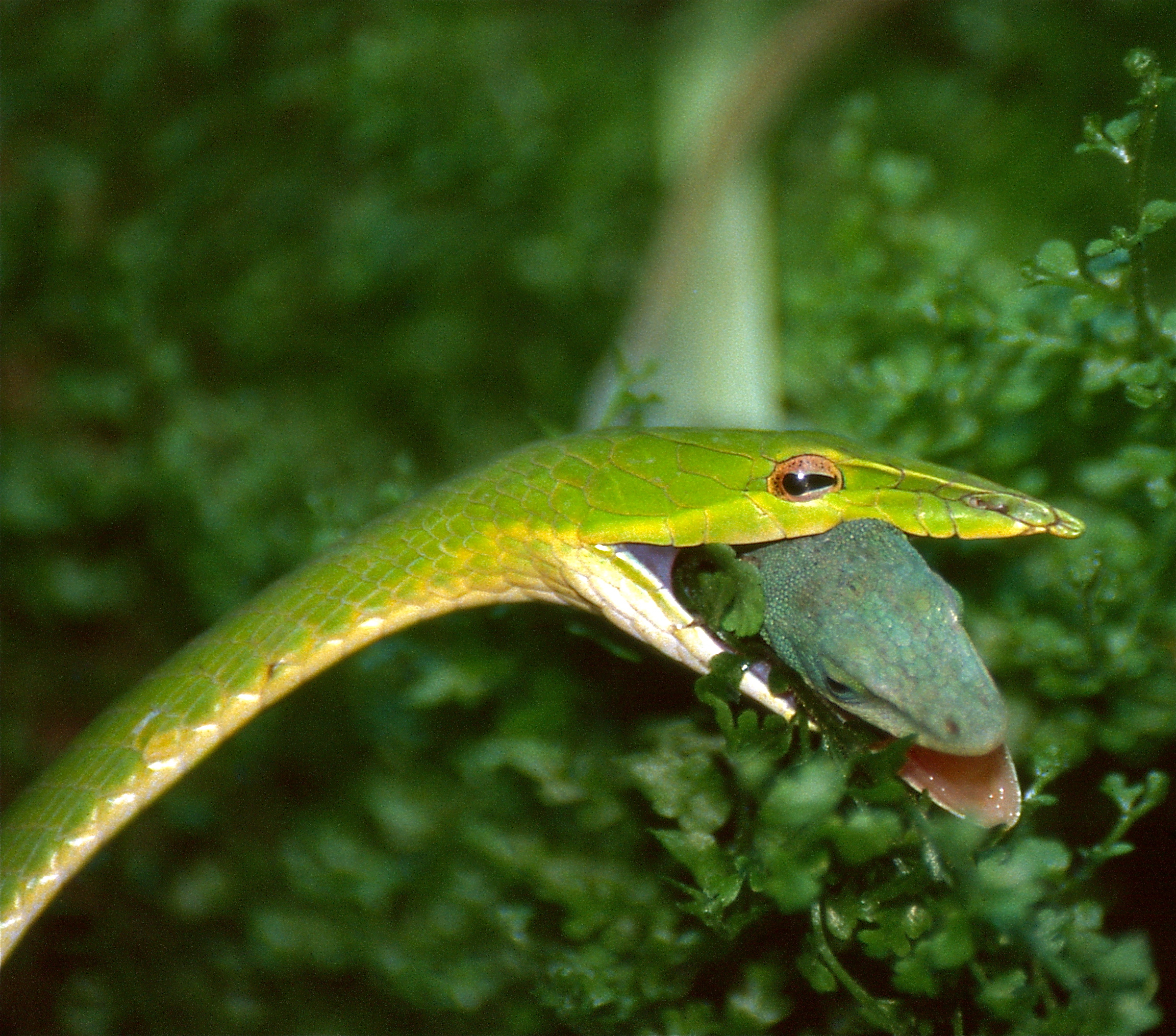
Una culebra asiática alimentándose de un abaniquillo verde (depredación no natural).

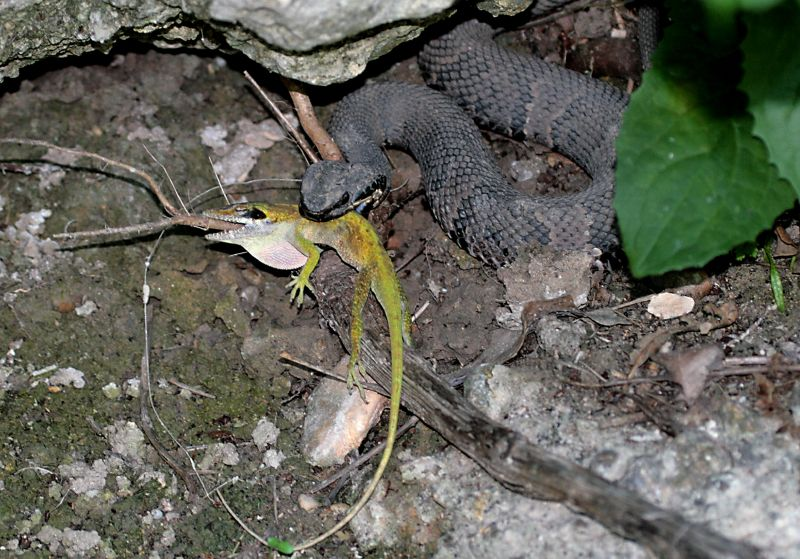
Una serpiente boca de algodón comiendo un abaniquillo verde (depredación natural). Nótese las manchas postoculares de estrés.

Los principales depredadores incluyen el eslizón de cabeza ancha, serpientes, aves y, en los hábitats urbanos, gatos domésticos.

### Parásitos
Los abaniquillos verdes son parasitados por algunas especies de moscas sarcófagas, incluida la Lepidodexia blakeae. Las moscas adultas depositan huevos en abaniquillos verde vivos, y las larvas de mosca se desarrollarán dentro del lagarto hasta que emerjan de una herida y se conviertan en moscas adultas en el sedimento. La infección suele ser fatal, con tasas de mortalidad que posiblemente lleguen al 90%.

### Métodos de defensa

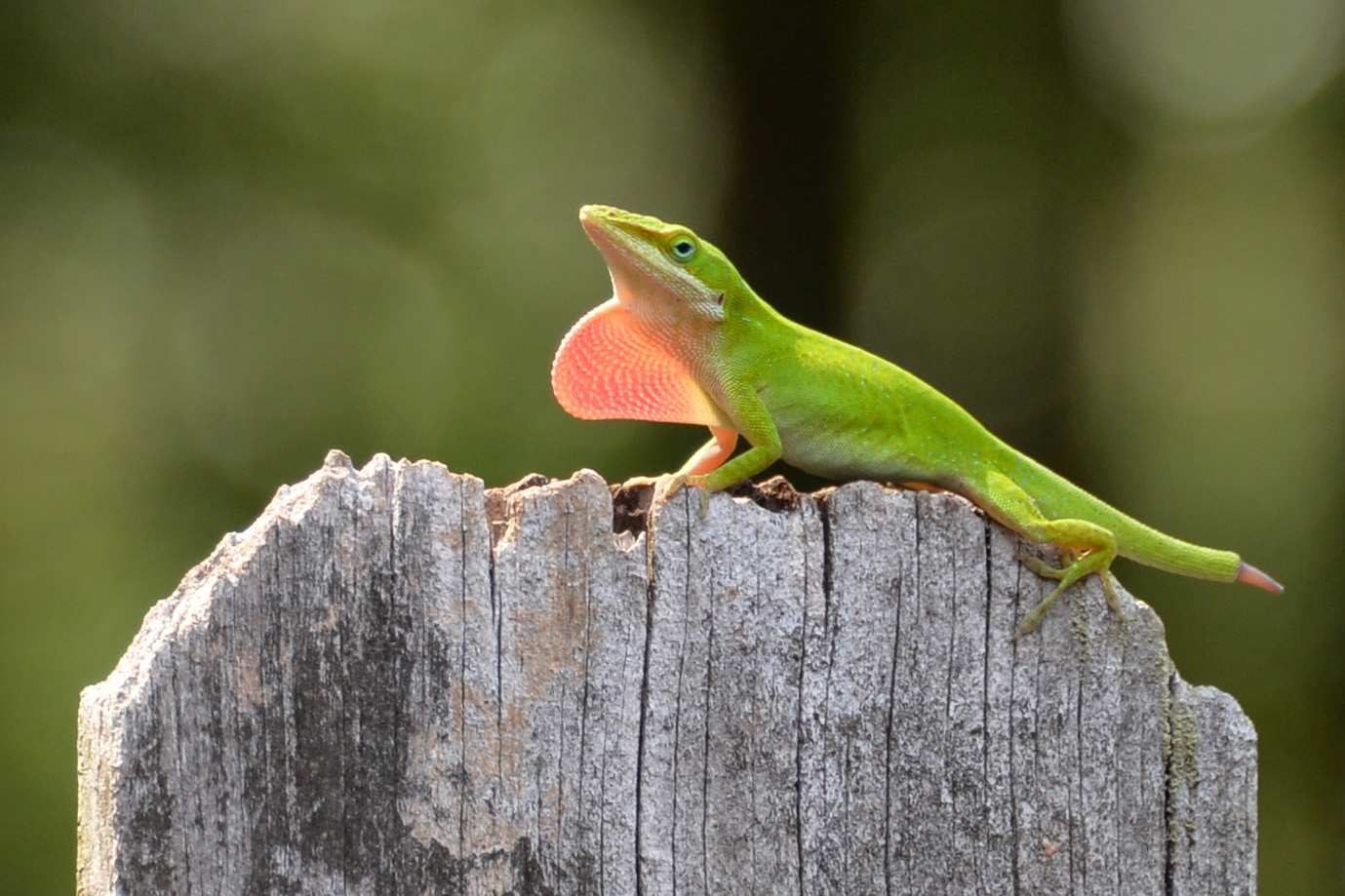
Cola algo regenerada.

Como muchas lagartijas, los anolis exhiben colas que pueden desprenderse y moverse; esto distrae al depredador y ayuda al anolis a escapar. Puede desarrollarse una nueva cola que contiene cartílago en lugar de hueso; normalmente la cola no volverá a crecer hasta la misma longitud que la primera, y puede mostrar una marcada diferencia en color y textura con respecto al resto del animal.

## Reproducción

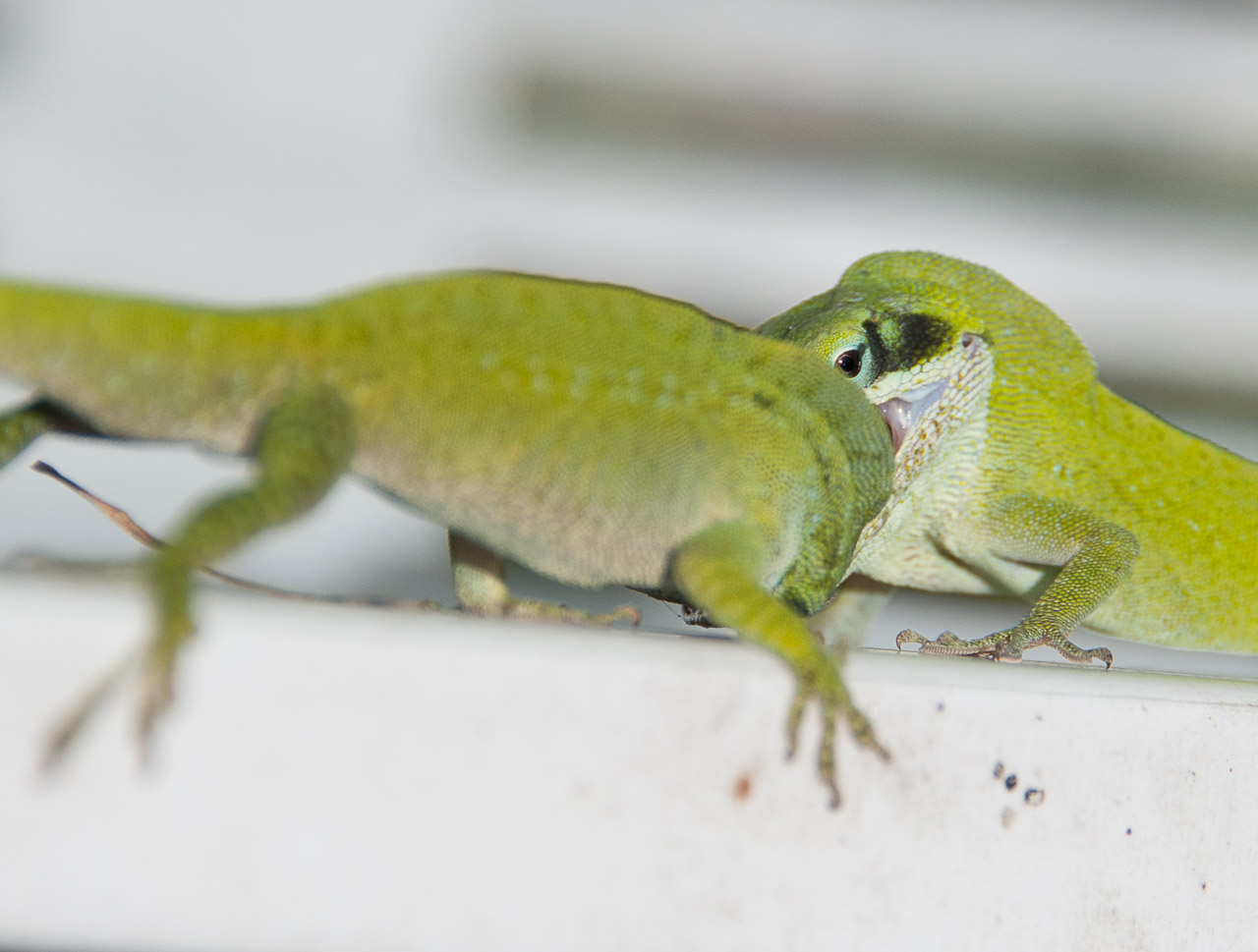
Abaniquillos verdes machos peleando, mostrando una cresta dorsal pronunciada que indica agresión y manchas postoculares negras detrás de los ojos, que indican estrés.

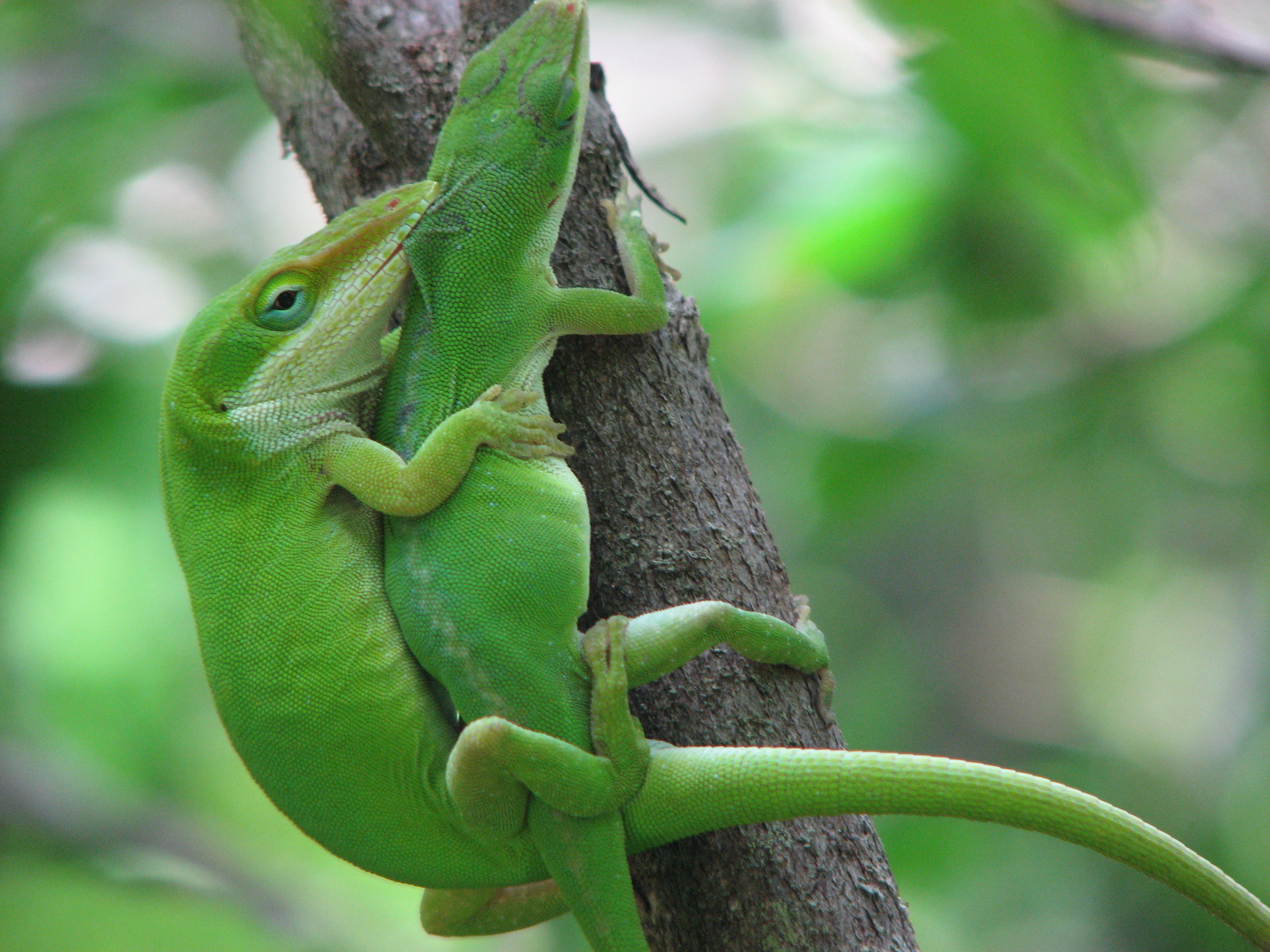
Abaniquillos verdes apareándose en un árbol.

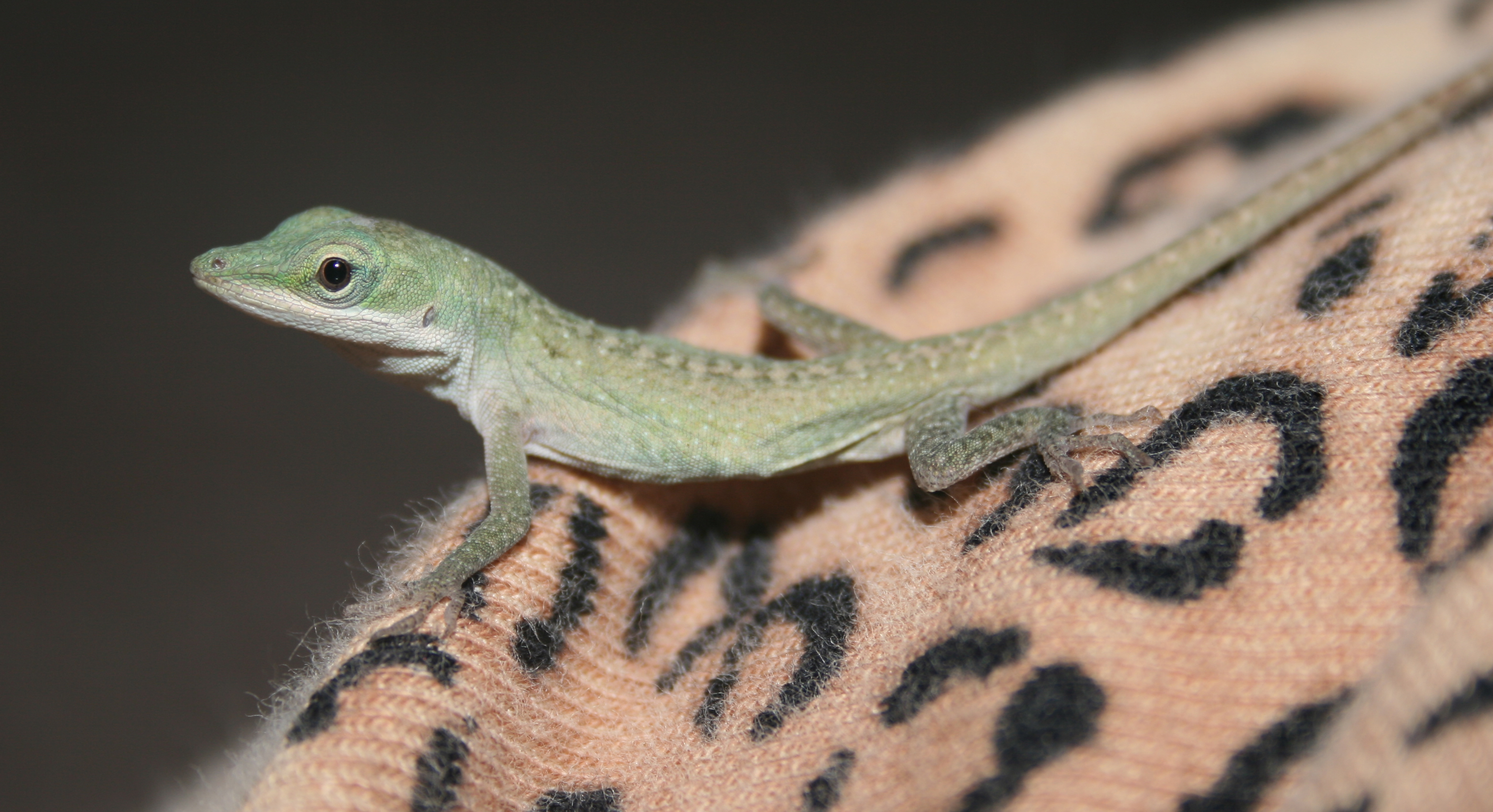
Ejemplar macho juvenil.

La temporada de reproducción típica de los abaniquillos verde comienza en abril y termina a fines de septiembre, la actividad gonadal está regulada en gran medida por el fotoperíodo, aumenta en primavera a medida que el clima se calienta y los días se alargan, y luego retrocede a fines del verano.
Durante este tiempo, los machos "patrullan" su territorio y muestran sus más brillantes exhibiciones. Los machos defienden su territorio  de otros machos, mientras protegen y cortejan a las hembras con elaboradas demostraciones, que tratan de extender sus papadas de colores brillantes mientras se balancean hacia arriba y hacia abajo. La papada también se usa para "protegerse" de otros machos. El macho corteja y persigue a una hembra hasta que los dos se aparean con éxito.
Por lo general, cuando la hembra está lista para aparearse, puede dejar que el macho la atrape, momento en el cual él la agarrará mordiendo un pliegue de su piel detrás de su cuello. Luego, el macho colocará su cola debajo de la cola de la hembra cerca de su cloaca. Los machos tienen dos órganos sexuales, conocidos como hemipenes, que normalmente se mantienen dentro del cuerpo, pero se evierten de la cloaca para el apareamiento. Los machos parecen alternar entre el hemipene izquierdo y el derecho en apareamientos sucesivos.
La hembra madura un folículo ovárico a la vez, alternando los ovarios en la producción. La mirada de un macho cortejando induce el desarrollo ovárico, la receptividad sexual y luego la ovulación. Alrededor de dos a cuatro semanas después del apareamiento, la hembra pone su primera nidada de huevos, generalmente uno o dos en la primera nidada. Puede producir un huevo cada dos semanas durante la temporada de reproducción, hasta que haya producido unos 10 huevos. Sin embargo, puede almacenar esperma hasta ocho meses después del apareamiento. Luego entierra los huevos de cáscara blanda en una depresión poco profunda en un suelo blando, hojarasca, compost, madera podrida o incluso en un agujero en un árbol cercano. Los huevos tienen un tamaño promedio de 12,5 mm por 9,3 mm.
La finalización de la incubación los huevos depende según calor del sol y, si tienen éxito, eclosionarán en un aproximado de a siete semanas (30 a 45 días), desde finales de mayo hasta principios de octubre. La temperatura de incubación debe ser de 26 a 29 C°. Al nacer, las crías miden entre 52 y 67 mm de largo.
Después de la eclosión, las crías son totalmente independientes y deberán sobrevivir sin la ayuda de un adulto; las crías jóvenes son el alimento de otros abaniquillos adultos en el área, así como con reptiles y mamíferos más grandes. Los anolis más jóvenes difieren de los adultos en que tienen crestas en la cabeza menos evidentes, una cabeza más ancha y una cola más corta. Maduran en unos ocho meses.

## Distribución y hábitat
El abaniquillo verde se distribuye en Estados Unidos, al este de Texas, sureste de Oklahoma, sur de Arkansas, Luisiana, Misisipi, Alabama, Georgia, Florida, Carolina del Sur, Carolina del Norte y el sureste de Tennessee. Se sabe de una población en Tamaulipas, México. También se distribuye en las Bahamas, Islas Gran Caimán, Anguila y Cuba.
Es una especie introducida en Hawái y en el atolón de Midway. Introducido en Japón, específicamente en  Chichi-jima y Haha-jima, en Islas Ogasawara y en Okinawazima. Introducido en Micronesia y Guam. Introducido en las Islas Marianas del Norte (Saipán).
En España lo han introducido en la isla de Tenerife. En el 2021, el Gobierno de Canarias y Cabildo de Tenerife han colaborado en la detección y captura de más de 1.500 ejemplares de anolis verde, una especie exótica de lagarto perjudicial para la biodiversidad canaria y que podría serlo para las personas por contener patógenos transmisibles al ser humano.

### Hábitat
El abaniquillo verde del Noroeste es una especie de lagarto principalmente arbóreo, ocupando una amplia variedad de hábitats, incluidos bosques de tierras altas, matorrales de pino-palmetto, acantilados rocosos, pantanos, parques arbolados, campos despejados, matorrales marítimos y lotes residenciales de pueblos costeros. También puede adaptarse a hábitats urbanos como plantaciones, jardines, áreas urbanas e incluso bosques antiguos altamente degradados.
El abaniquillo verde se suele encontrar sobre troncos de árboles, arbustos, enredaderas y varias otras plantas, y también sobre postes de cercas y paredes de edificios. Durante la noche, esta lagartija duerme en la vegetación. En climas fríos, los abaniquillos verdes buscan refugio pero no se adentran bajo tierra.

## Genoma
La especie fue elegida como modelo de reptil para genómica por el programa de secuenciación del genoma del Instituto Nacional de Investigación del Genoma Humano en 2005. Fue seleccionado por la facilidad y el bajo costo de la reproducción en laboratorio y el valor evolutivo de la diversidad del género. En 2011, el genoma completo de este lagarto fue secuenciado y publicado en Nature. Antes de que se publicara su genoma, entre los amniotas, solo se habían secuenciado mamíferos y de 3 especies de aves. El borrador de la secuencia del genoma es de 1,78 Gb (en comparación con 2,0 a 3,6 Gb de ensamblajes de genoma de mamíferos y 0,9 a 1,3 Gb de aves), de los cuales el 27% son elementos móviles como LINEs. Se predijo un total de 17 472 genes codificadores de proteínas y 2924 genes de ARN a partir del ensamblaje del genoma de A. carolinensis.